# Fehérszárnyú süvöltő
A fehérarcú süvöltő (Pyrrhula leucogenis) a madarak osztályának verébalakúak (Passeriformes) rendjébe és a pintyfélék (Fringillidae) családjába tartozó faj.

## Rendszerezése
A fajt William Robert Ogilvie-Grant skót ornitológus írta le 1895-ben.

## Alfajai
- Pyrrhula leucogenis leucogenis (Ogilvie-Grant, 1895) - Luzon
- Pyrrhula leucogenis steerei (Mearns, 1909) - Mindanao [2]

## Előfordulása
A Fülöp-szigetek területén honos. A természetes élőhelye szubtrópusi és trópusi hegyi esőerdők. Nem megfelelő időjárás esetén alacsonyabb részre vonul.

## Megjelenése
Testhossza 15-16,5 centiméter.